# ポール・トゥンギ
ポール・トゥンギ（Paul Toungui、1950年9月7日 - ）は、ガボンの政治家。1990年から2012年まで、財務大臣、鉱業・エネルギー・石油大臣、経済財政担当国務大臣、外務大臣を歴任した。

## 経歴・人物
1950年9月7日、フランス領赤道アフリカ、ガボン植民地（現在のガボン）の南部、オート＝オゴウェ州オコンガに生まれる。数学を学び、フランスの学位を得た。1983年経済財政研究所所長を経て、1990年ガボン民主党から総選挙に立候補し下院国民議会議員となる。同年財務・予算相（蔵相）に就任し、1994年まで務めた。
1994年鉱業・エネルギー・石油相となり、1999年1月には水力資源に関する権限も所管に収めた。2001年1月には国務大臣（フランス語圏では大臣より格上の副首相級ポストである）となった。1996年総選挙で下院議員に再選、2001年総選挙で三選される。2002年1月27日、選挙後の内閣改造で経済・財政・予算・民営化担当国務相に横滑りした。
2006年総選挙でオコンジャ選挙区からガボン民主党公認で立候補し四選された。2008年10月7日、外務・協力・フランス語圏・地域統合相に指名され、10月9日ラウール・オリガ・ゴンジュートの後任として外相に任命された。
2009年6月、オマール・ボンゴ・オンディンバ大統領が死去し、オマール・ボンゴ大統領の息子、アリー・ボンゴ・オンディンバが後継大統領に就任した。2009年10月17日に成立した第1次ボンゴ政権でもトゥンギは外相に留任した。トゥンギは1990年以来20年余りもの長期間、政変や人事異動の波を乗り越えて閣僚ポストを占め続けてきた。2012年2月28日、外相を解任され22年の閣僚在任に終止符を打った。
私生活では、トゥンギはオマール・ボンゴ大統領の義理の息子である。オマール・ボンゴの娘パスカリーヌ・ボンゴ・オンディンバと1995年に結婚している。